# 2324 Janice
A 2324 Janice (ideiglenes jelöléssel 1978 VS4) a Naprendszer kisbolygóövében található aszteroida. Eleanor F. Helin és Schelte J. Bus fedezte fel 1978. november 7-én.